# Modyfikacja potranslacyjna
Modyfikacja potranslacyjna – modyfikacja białka po jego translacji. Wpływa ona na jego właściwości chemiczne i fizyczne, stabilność i aktywność, a zatem na jego funkcjonowanie.
Procesy wykorzystywane przez organizmy do modyfikowania białek to, między innymi:
- obróbka proteolityczna – proteazy usuwają zbędne fragmenty
  - aktywacja białka poprzez usunięcie zbędnych fragmentów
  - usunięcie sekwencji liderowych
  - splicing polipeptydowy – usunięcie fragmentów ze środka łańcucha
  - usunięcie pierwszych podstawników
- N-acetylacja, N-metylacja, N-formylacja – dołączenie grupy acetylowej, metylowej i formylowej
- S-nitrozylacja – dołączenie tlenku azotu do grupy tiolowej
- hydroksylacja – dołączenie grupy hydroksylowej −OH
- fosforylacja – aktywacja białka przez dołączenie grupy fosforanowej
- defosforylacja – dezaktywacja przez odłączenie grupy fosforanowej
- polirybozylacja – dołączenie adeniny
- dołączenie lipidów i metali
- glikozylacja – enzymatyczne przyłączenie reszt cukrowych
- ubikwitynacja – przyłączenie ubikwityny i późniejsza degradacja
- sumoilacja – kowalencyjne przyłączenie białek SUMO do białka docelowego, powodujące zmianę jego funkcji i właściwości
- palmitylacja –  lipidowa modyfikacja białek polegająca na dołączeniu reszty kwasu palmitynowego poprzez resztę aminokwasową cysteiny.